# Азијски платан
Азијски платан (источни платан; лат. Platanius orientalis), дуговечно дрво из рода платана раширено по југоисточној Европи и југозападној Азији.
Најпознатији примерак ове врсте је Хипократово стабло на острву Кос. Ово име добило је по легенди да је Хипократ, отац медицине, подучавао своје следбенике испод овог дрвета. Иако се дрво осушило, Грци верују да на истом месту расте дрво настало од њега. Данас се сматра највећим стаблом у Европи 

## Опис
Као и други платани, њихово лишће положено је наизменично на стаблу, дубоко је укопано, и палмасто или налик јавору. Обично има лепршаву кору, повремено се љушти и постаје густа и храпава. Цветови и плодови су округли, у гроздовима између 2 и 6 на стаблу. Постоје значајне варијације међу дрвећем у дивљини, што може бити последица укрштања са засађеним лондонским платанима (Platanus x acerifolia), хибридом P.orientalis с Platanius occidentalis.

## Синоними
- Platanus algeriensis K.Koch
- Platanus cretica Dode
- Platanus insularis Kotschy ex Koehne
- Platanus laciniata K.Koch
- Platanus macrophylla Cree ex W.H.Baxter
- Platanus nana K.Koch
- Platanus orientalior Dode
- Platanus orientalis вар. elongata Aiton
- Platanus orientalis вар. undulata Aiton
- Platanus palmata Moench
- Platanus pyramidalis Bolle ex Koehne
- Platanus reuteri K.Koch
- Platanus umbraculifera K.Koch
- Platanus undulata Steud.
- Platanus vitifolia Spach ex Dippel